# Władysław Fierla
Władysław Fierla (15. prosince 1909, Orlová – 31. října 1995, Londýn) byl polský evangelický duchovní a teolog, činovník polské diaspory.

## Život

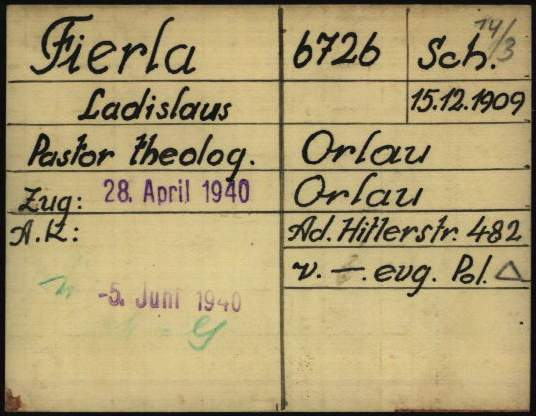
Registrační karta Władysława Fierly jako vězně v koncentračním táboře Dachau

Roku 1934 byl ordinován na duchovního Augšburské církve evangelická ve východním Slezsku v Československu a následně působil ve sboru v Orlové. Během druhé světové války byl vězněn v koncentračních táborech Dachau a Gusen. Od roku 1944 působil v západní Evropě jako vojenský kaplan polské armády, roku 1948 se stal pastorem evangelicko-augsburské farnosti v Londýně.
Od roku 1953 do své smrti byl biskupem Polské evangelicko-augsburské církve v zahraniční (Polski Kościół Ewangelicko-Augsburski na Obczyźnie). Církev vedl k zdůrazňování polského charakteru a teologickému konzervatismu. Politicky se orientoval na exilovou polskou vládu. Po jeho smrti se církev rozpadla.[zdroj?]
Redigoval časopis Poseł Ewangelicki. Roku 1945 vydal v Londýně Śpiewnik i modlitewnik ewangelicki.
Byl ženat s Helenou, roz. Wiejovou.